# Chaim Soutine
Chaim Soutine (Szmilovics, Minszk mellett, Orosz Birodalom, 1893. január 13. – Párizs, 1943. augusztus 9.) litván–zsidó származású francia festő. Az École de Paris tagja.

## Életpályája

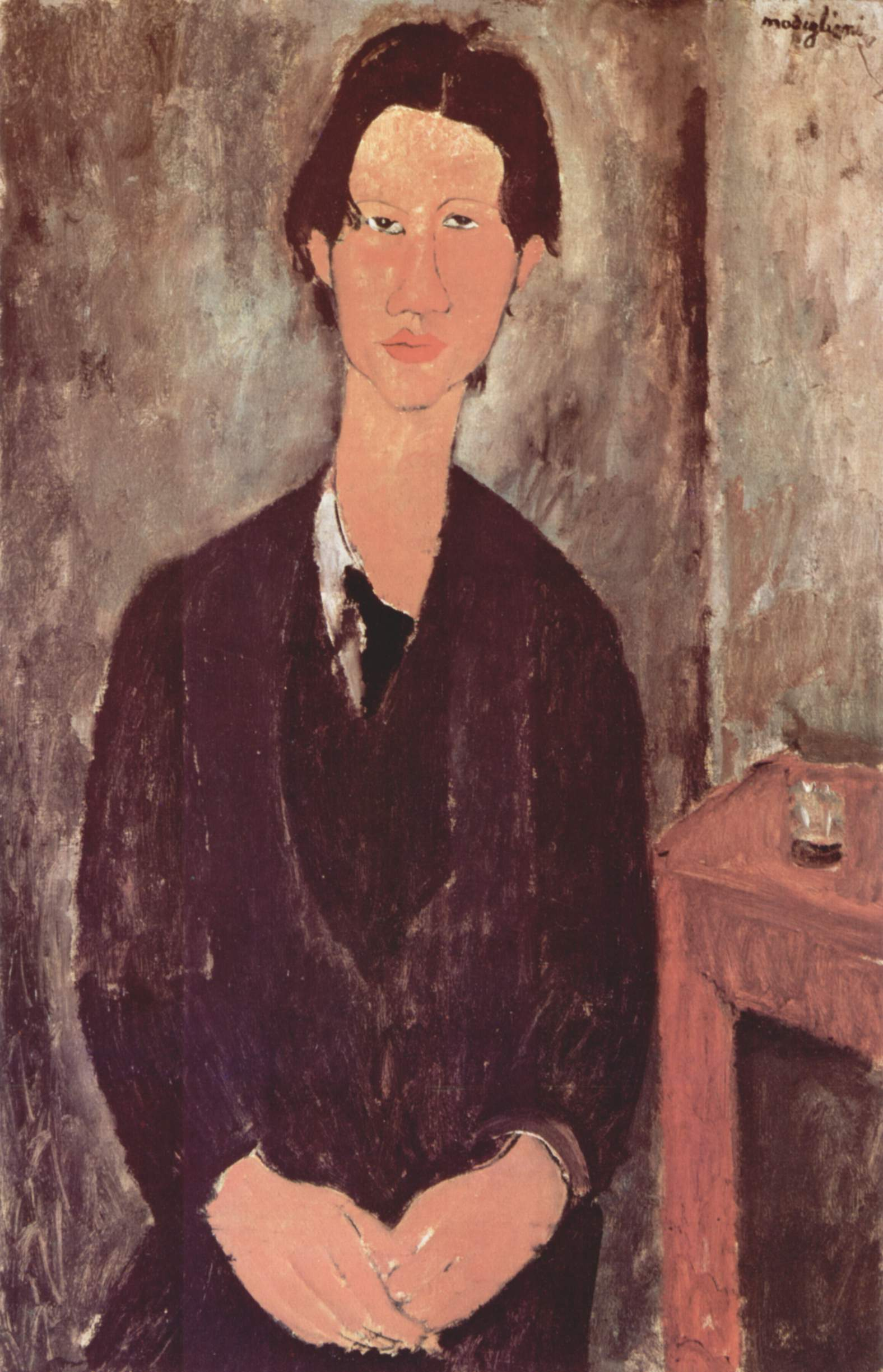
Modigliani stilizáltabb Soutine portréja

Soutine családja nyomorúságos körülmények közt élt, a fiú ki akart törni a gettóból, ezért Minszkbe ment tanulni, majd beiratkozott a vilnai képzőművészeti főiskolára, közben megélhetését fényképészsegédi munkából biztosította. Rajzaira egy orvos figyelt fel, az ő anyagi támogatásával jutott ki Párizsba 1911-ben.
A La Ruche-ben lakott, a vaugirard-i vágóhidak mellett, itt élt ekkoriban Marc Chagall, Jacques Lipchitz és Blaise Cendrars is. Soutine zárkózott, befelé forduló egyéniség volt, amilyennek Amedeo Modigliani 1916-ban lefestette. Mindezek mellett számos kortárs párizsi művész jóbarátja volt, Fernand Léger, Pablo Picasso, Amedeo Modigliani. Soutine rendkívüli kitartással és szorgalommal képezte magát. Regényeket, verseket, filozófiai írásokat olvasott és tanulmányozta a régi mesterek munkáit Rembrandttól Paul Cezanne-ig.
Nála ez volt a felkészülés időszaka, önkritikusan kezelte saját képeit, gyakran teljesen átfestette azokat, sokat meg is semmisített. Végül ráköszöntött a szerencse, Modigliani bemutatta Léopold Zborowski lengyel írónak és műkereskedőnek, aki 1919-ben elküldte őt festeni Céret-be, ahol a napsütötte táj jótékony hatást gyakorolt Soutine művészeti fejlődésére, elkezdett csak a festészet eszközeivel dolgozni, szénnel csak a mű szerkezetét jelölte ki, s nem a teljes előképet. Három év alatt akár kétszáz képet is festett.
Céret-ből Cagnes-sur-Mer-be vezetett az útja, ott számos portrét festett és megfestette Ministránsok c. sorozatát. 1929-ben Châtel-Guyonban találkozott a Casting házaspárral, akik meghívták őt Chartres melletti kastélyukba. A lẻves-i kastélyban hosszú időt töltött, ritkán látogatott el a Montparnasse-ra, nem szívesen vállalkozott nyilvános kiállításokon való részvételre. 1935-ben volt egy önálló kiállítása az Egyesült Államokban a chicagoi Művészeti Klubban. Életében mindössze egyszer szerepeltek képei Párizsban, a Függetlenek Szalonjának kiállításán 1937-ben.
Az 1940-es német megszállást követően zsidó származása miatt bujkálnia kellett. Champigny-sur-Veude-ben húzódott meg, de a fenyegető veszélyek közepette sem veszítette el alkotó kedvét, sok szép tájképet festett. Más menekültekkel is találkozott 1940-től Champigny-sur-Vende-ben, főleg német menekültekkel, köztük Max Ernst feleségével. 1943. augusztus 9-én gyomorműtétre volt szüksége, de már nem lehetett rajta segíteni, meghalt műtét közben. 1943. augusztus 11-én temették el a Montparnasse temetőben. Akik tudtak, s még éltek, elmentek, Pablo Picasso, Jean Cocteau, Max Jakob.

## Művészete
Georges Rouault mellett a francia expresszionizmus legkiválóbb mestere. Zaklatott ecsetkezelés, tüzes színek, expresszív erejű formák, csavarodó fák, különös arcú (olykor a jövőt fürkésző vagy rémült vagy melankóliára hajlamos) emberek jelennek meg képein. Festészete meghökkentő vagy drámai vagy látomásos, akár több érzetet is kivált egyszerre. Hagyományos és ugyanekkor nem marad el a kortárs avantgárdtól.

## Művei (válogatás)

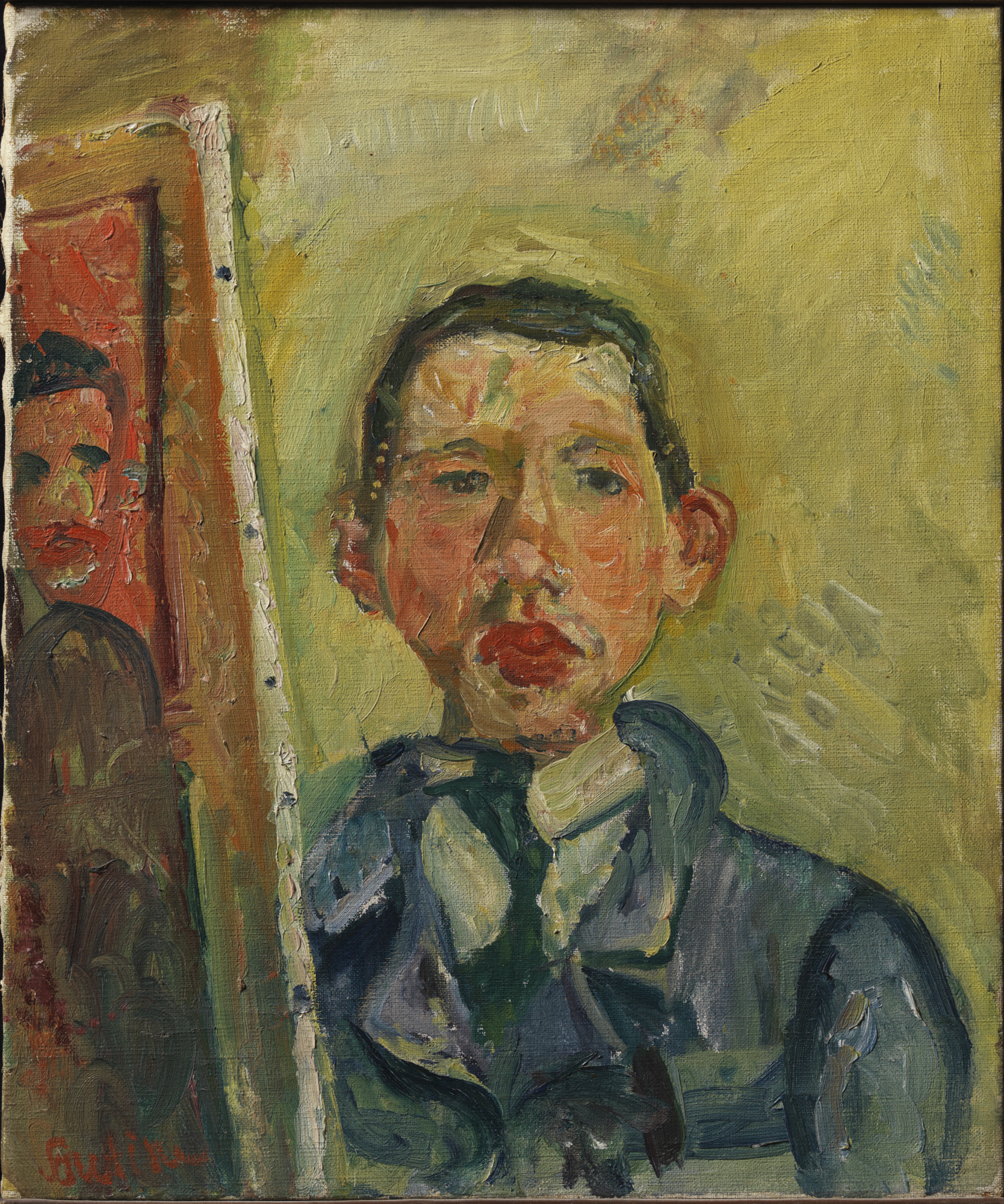
Önarckép (1918)
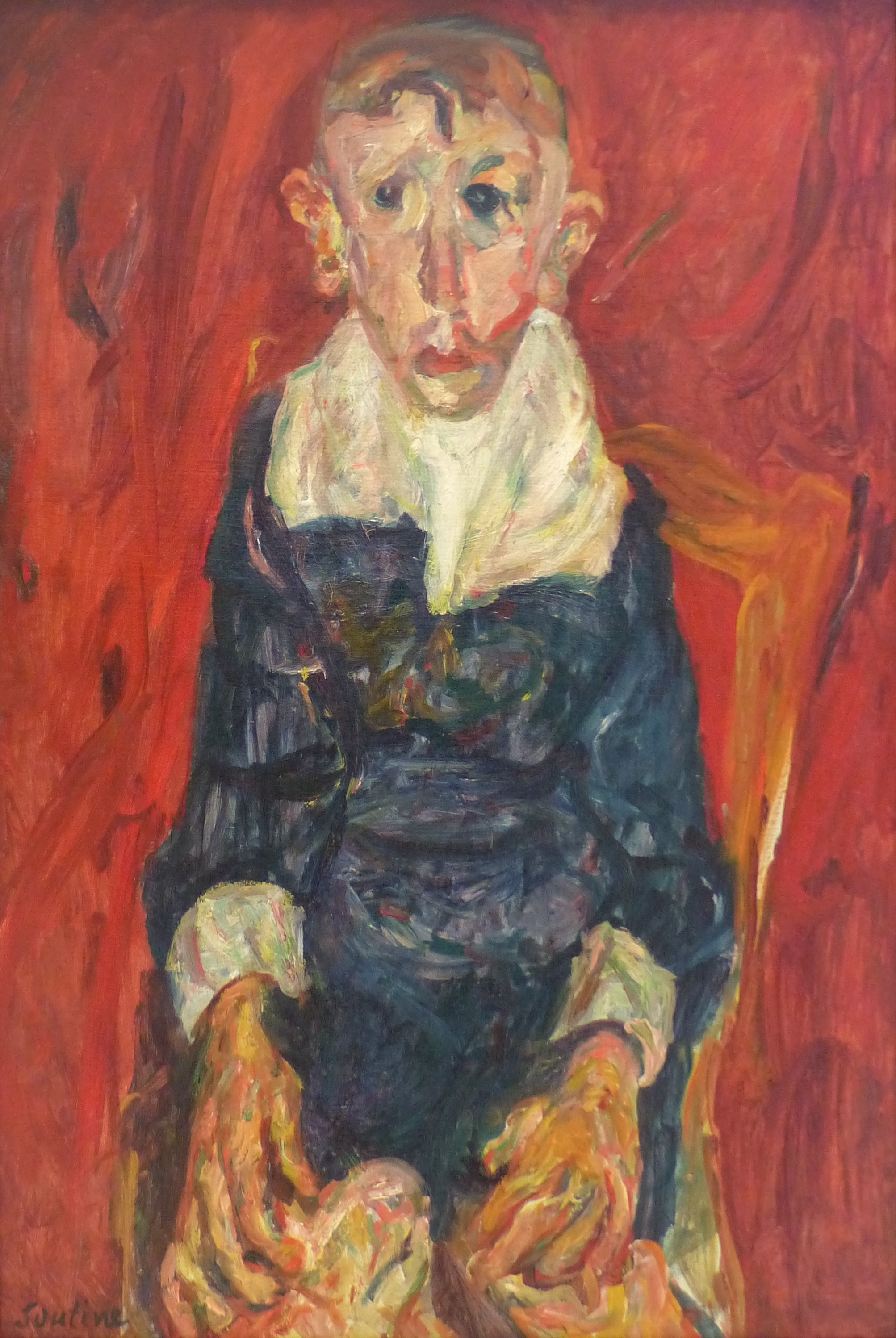
Az őrült (c. 1920)
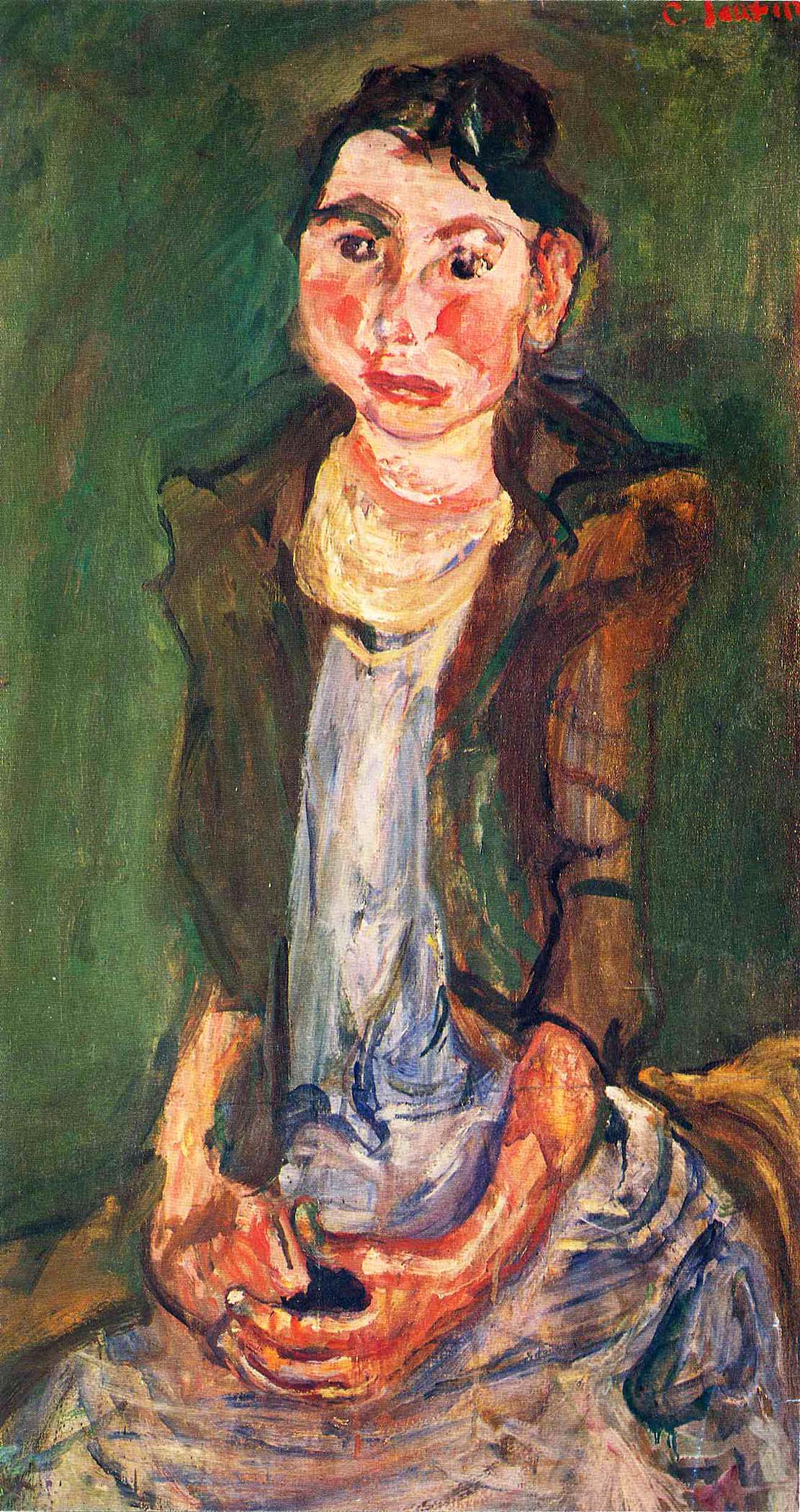
Falusi lány (1922)
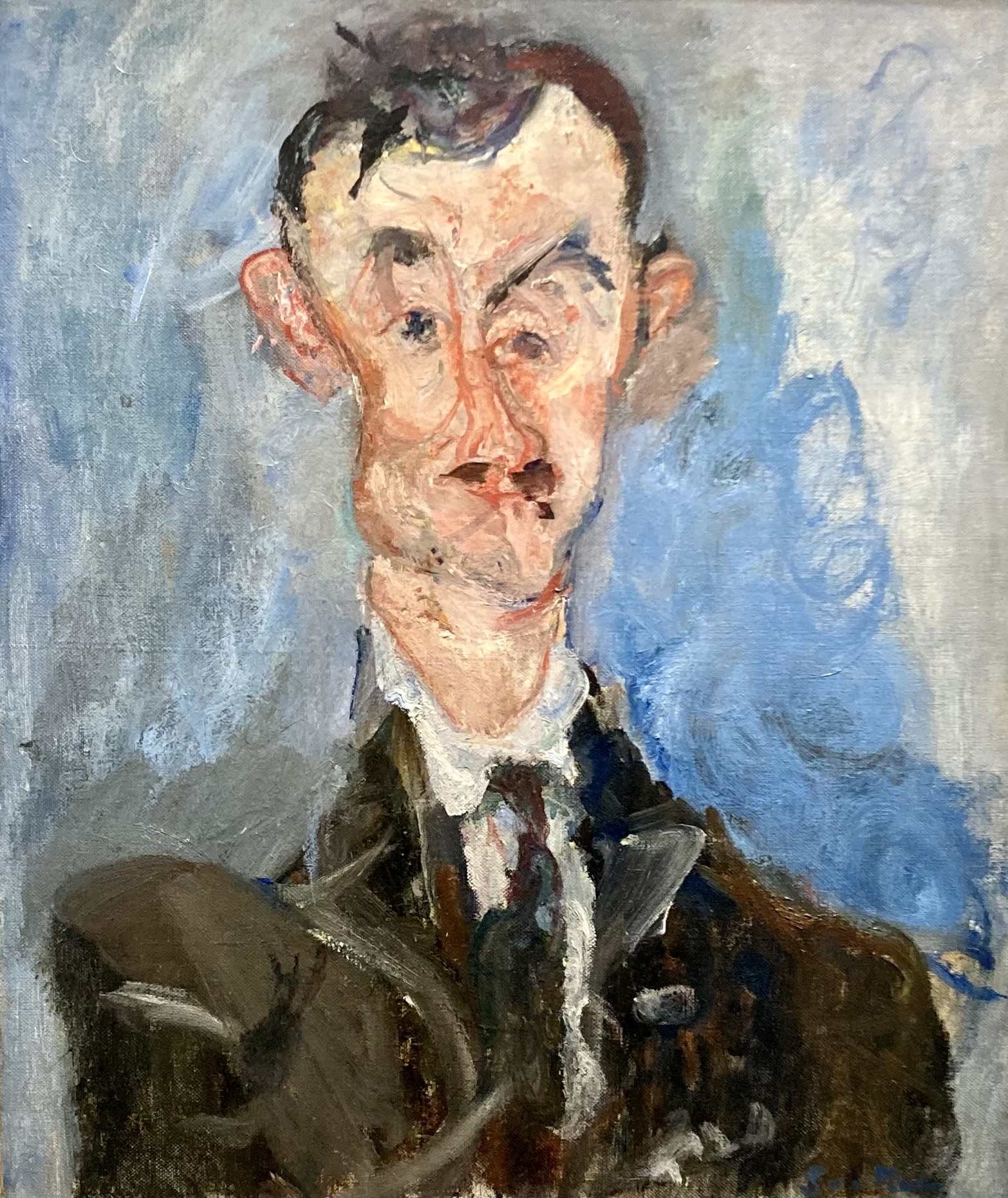
Èmile Lejeune portréja (1922-1923)
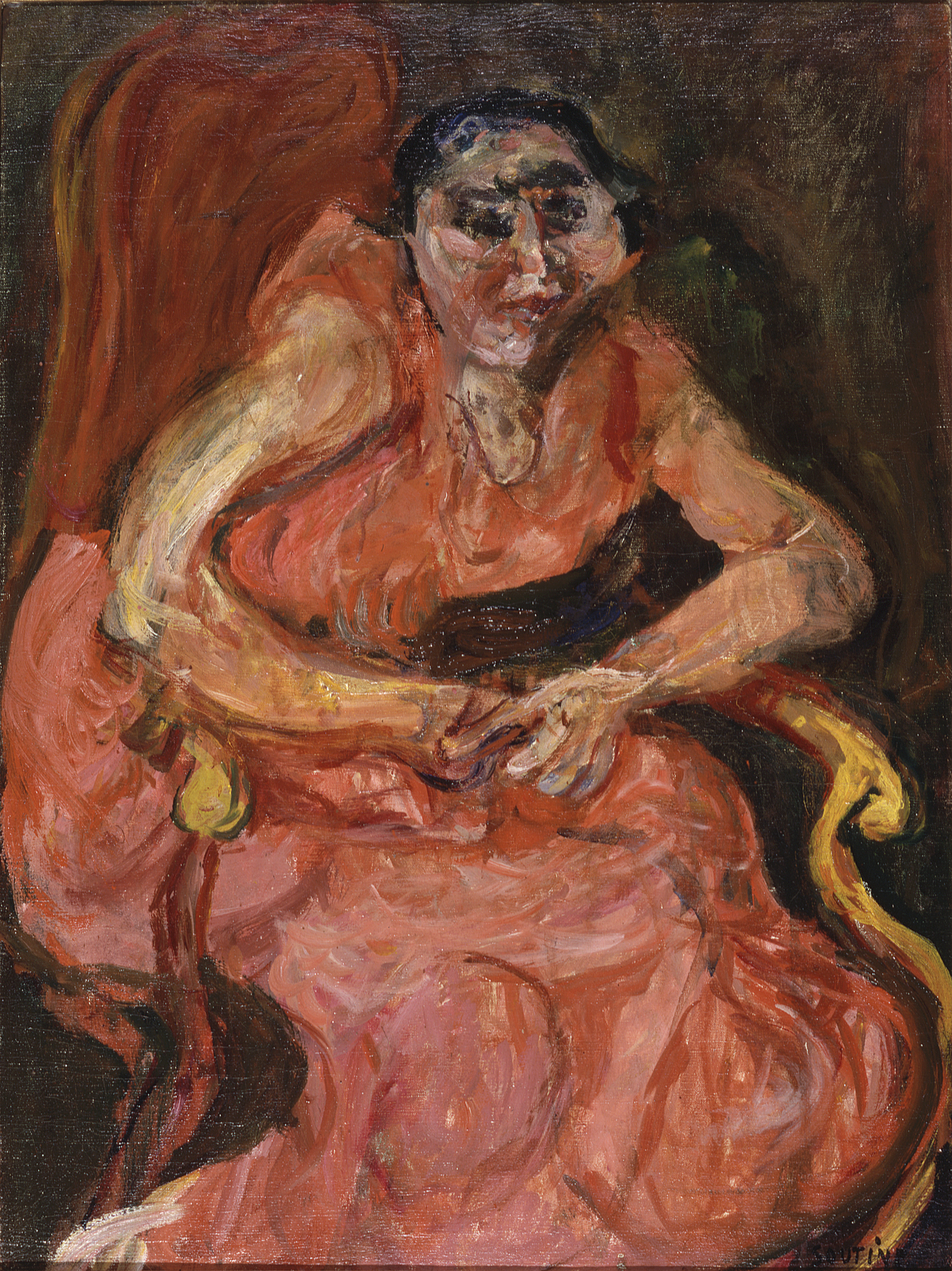
Nő rózsaszínben (c. 1924)
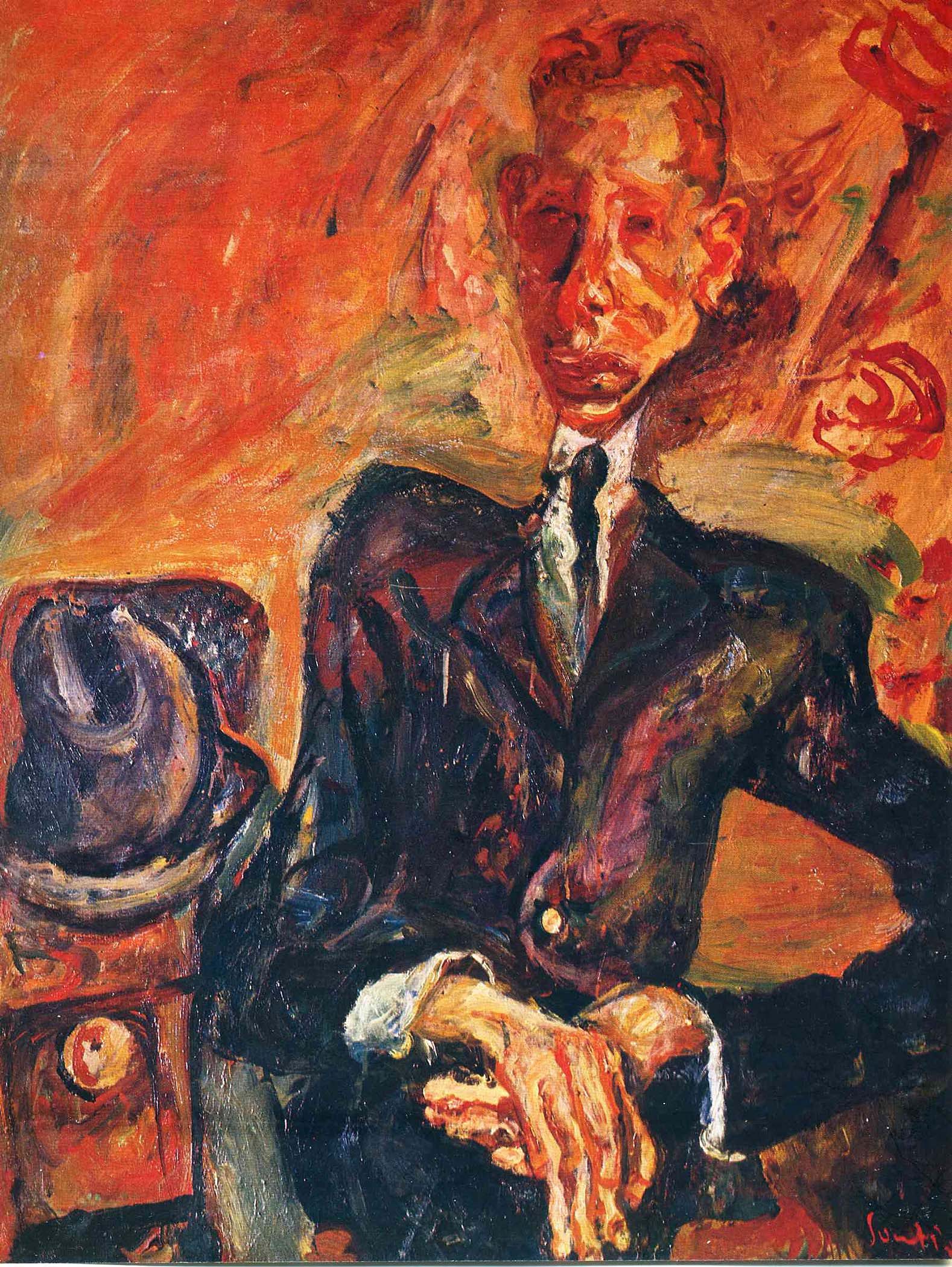
Férfi nemezkalappal (1924)
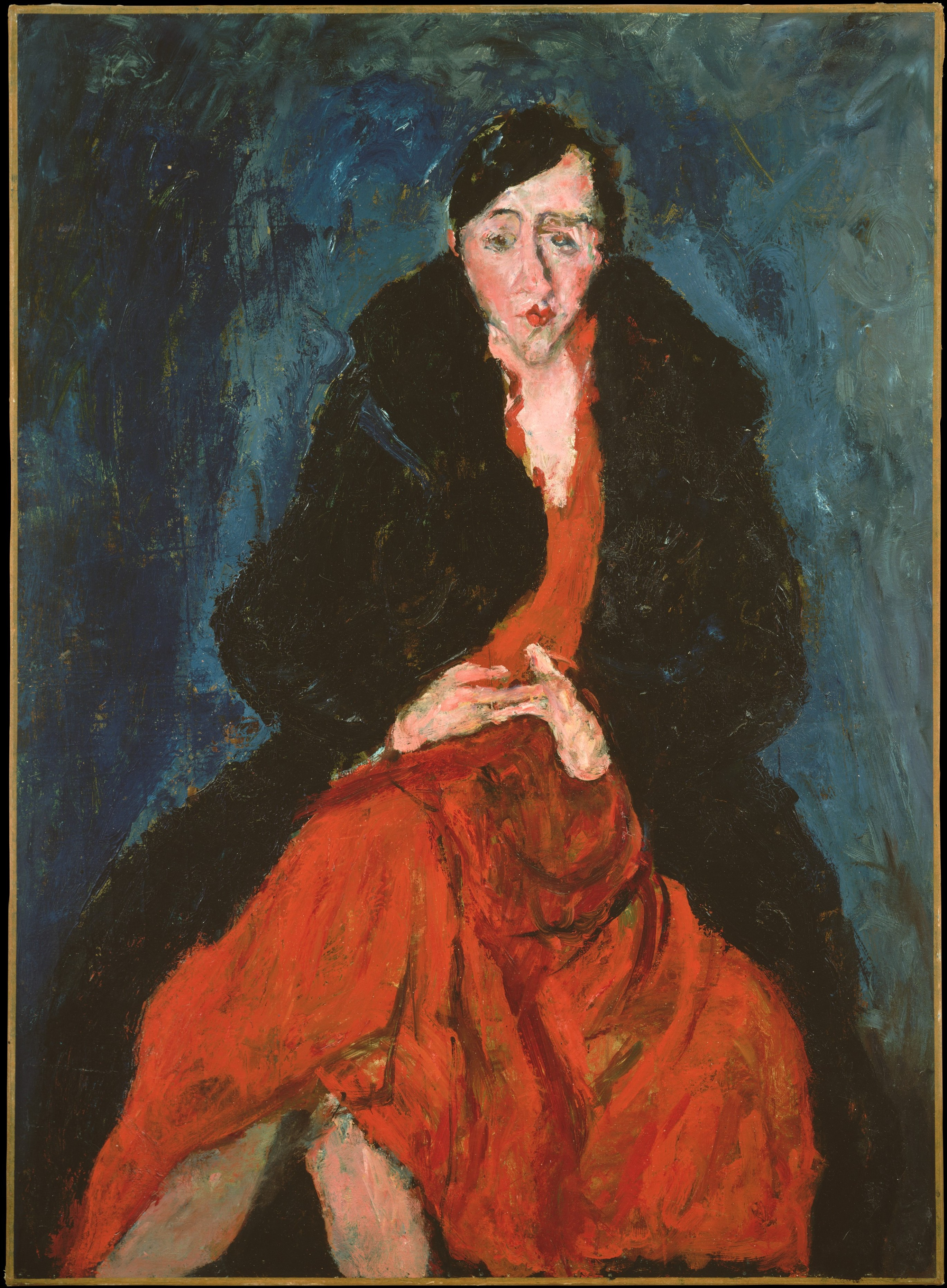
Madeleine Castaing portréja (c. 1929)
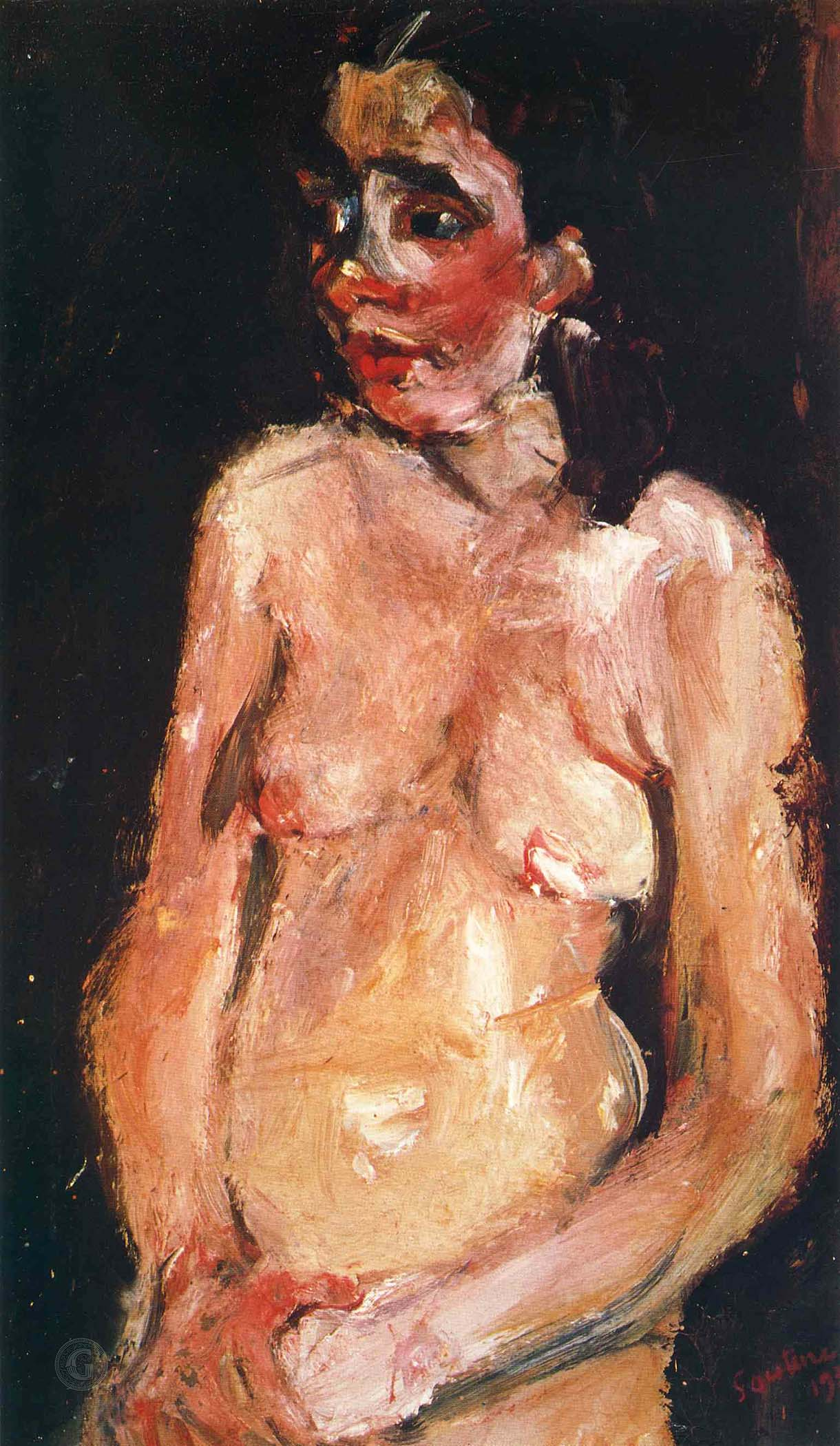
Női akt (1933)
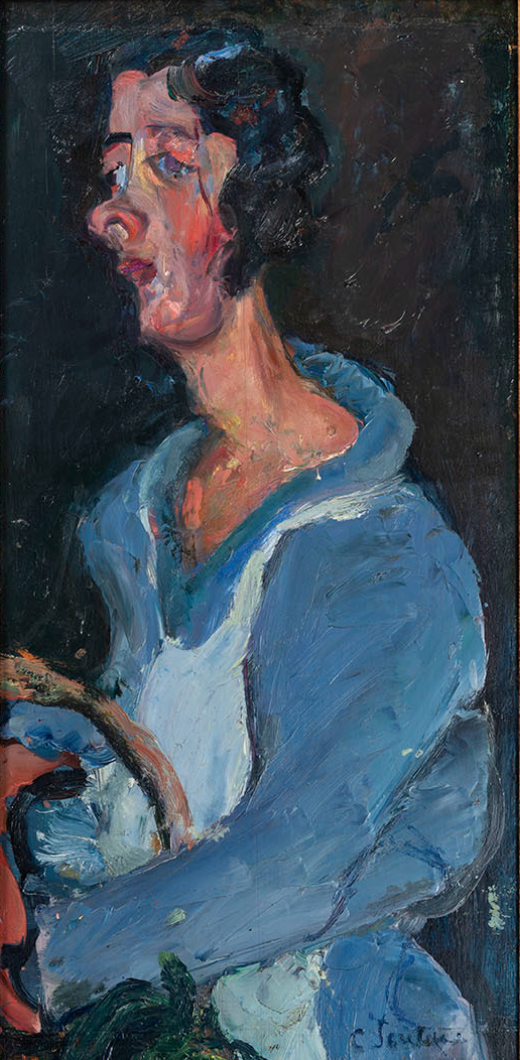
A szakács (Nő kékben) (c. 1935)